# Omringet
Omringet ist ein norwegischer Spielfilm in Schwarzweiß aus dem Jahr 1960 des Regisseurs Arne Skouen. Die Uraufführung in Norwegen fand am 12. September 1960 statt. Der Film basiert auf wahren Begebenheiten im Leben des Widerstandskämpfers und Kontiki-Expeditionsteilnehmers Knut Haugland.

## Handlung
Ort der Handlung ist Oslo im Zweiten Weltkrieg. Ein junger Mann namens Per wird von London nach Oslo gesandt, um für den örtlichen Widerstand als Funker zu arbeiten. Der Übertragungsort befindet sich am Dachboden des Turmes einer Geburtsklinik. Dort angekommen findet er Unterschlupf und Unterstützung bei Familie Aulie, die ebenfalls in der Klinik als Ärzte arbeiten. Der junge Mann soll als Funker seinen Vorgänger Frimmet ersetzen, der diese Arbeit bisher geleistet hat, aber als Widerstandskämpfer bei der Gestapo diskreditiert ist und steckbrieflich gesucht wird. Frimmet weigert sich, Oslo zu verlassen, und nach Schweden zu flüchten, weil er von seiner Geliebten ein Kind erwartet. Er setzt so die Sicherheit des gesamten Widerstandsnetzwerks aufs Spiel. Trotz Überwachung seiner Geliebten durch die Gestapo versucht er, Kontakt zu ihr aufzunehmen, wird aber von der Gestapo aufgespürt und muss fliehen. Durch die psychische Belastung erleidet sie Schwangerschaftskomplikationen und muss unter Bewachung in die Geburtsklinik gebracht werden, wo sie entbindet. Inzwischen ist die Gestapo auch der Sendestation des Widerstandes auf der Spur und kann sie zu orten. In einer turbulenten Schlussszene führt das Krankenhaus alle Protagonisten zusammen.

## Kritik
Omringet gehört zu den Filmen, mit denen sich Arne Skouen der Zeit der deutschen Besatzung in Norwegen und dem norwegischen Widerstand widmet. So gehören seine Filme Nødlanding (1952), Soweit die Kräfte reichen (1957), Omringet (1960) und Kalde spor (1962) zu den populärsten Filmen der Nachkriegszeit in Norwegen. Es geht Skouen dabei weniger um Helden, als vielmehr um Durchschnittsmenschen, die sich in den Dienst der Sache stellen und oft an der Herausforderung zu scheitern drohen. Dabei haben seine Filme oft semidokumentarischen Charakter. An dem Film Omringet wurde seitens der Filmkritik die schlechten schauspielerischen Leistungen der Darsteller und die sehr statischen Handlungsstränge kritisiert.